# Distrito electoral federal 8 de Nuevo León
El VIII Distrito Electoral Federal de Nuevo León es uno de los 300 Distritos Electorales en los que se encuentra dividido el territorio de México para la elección de diputados federales y uno de los 12 que corresponden al estado de Nuevo León. Su cabecera es ciudad Guadalupe.
El distrito se encuentra en la parte oriental de la zona metropolitana de Monterrey y lo forma el oriente del municipio de Guadalupe y el sur del municipio de Apodaca. La población que en él habita asciende a los 400 387 habitantes, mientras que el número total de electores es de 289 730.

## Distritaciones

### Distritación 1978 - 1996
Con la distritación de 1978, este distrito fue conformado por una fracción del municipio de Monterrey, siendo esta última ciudad su cabecera. Durante estos años los municipios que hoy forman al distrito se encontraban en otros distritos; Apodaca en el distrito federal 6 y Guadalupe en el 9.

### Distritación 1996 - 2005
Entre 1996 y 2005 el distrito fue formado por la parte central noreste municipio de Guadalupe, siendo esta misma ciudad su cabecera.

### Distritación 2005 - 2017
En 2005 el distrito sufrió ligeras modificaciones en sus límites siendo durante este periodo por el norte Guadalupe.

### Distritación 2017 - actualidad
Con la redistritación de 2017 se modificaron nuevamente sus límites, siendo ahora formado por la parte oriental del municipio deGuadalupe.

## Diputados por el distrito
| Diputado | Diputado                         | Legislatura | Período                                           | Partido                              |
| -------- | -------------------------------- | ----------- | ------------------------------------------------- | ------------------------------------ |
|          | Francisco Valero Sánchez         | LI          | 1 de septiembre de 1979 - 31 de agosto de 1982    | Partido Revolucionario Institucional |
|          | Antonio Medina Ojeda             | LII         | 1 de septiembre de 1982 - 31 de agosto de 1985    | Partido Revolucionario Institucional |
|          | Pedro Ortega Chavira             | LIII        | 1 de septiembre de 1985 - 31 de agosto de 1988    | Partido Revolucionario Institucional |
|          | Rosalio Elías Zúñiga Gutiérrez   | LIV         | 1 de septiembre de 1988 - 31 de agosto de 1991    | Partido Revolucionario Institucional |
|          | Gloria Josefina Mendiola Ochoa   | LV          | 1 de septiembre de 1991 - 31 de agosto de 1994    | Partido Revolucionario Institucional |
|          | Antonio Medina Ojeda             | LVI         | 1 de septiembre de 1994 - 31 de agosto de 1997    | Partido Revolucionario Institucional |
|          | José Armando Jasso Silva         | LVII        | 1 de septiembre de 1997 - 31 de agosto de 2000    | Partido Acción Nacional              |
|          | Julián Hernández Santillán       | LVIII       | 1 de septiembre de 2000 - 31 de agosto de 2003    | Partido Acción Nacional              |
|          | María de Jesús Aguirre Maldonado | LIX         | 1 de septiembre de 2003 - 31 de agosto de 2006    | Partido Revolucionario Institucional |
|          | Javier Martín Zambrano Elizondo  | LX          | 1 de septiembre de 2006 - 31 de agosto de 2009    | Partido Acción Nacional              |
|          | María de Jesús Aguirre Maldonado | LXI         | 1 de septiembre de 2009 - 31 de agosto de 2012    | Partido Revolucionario Institucional |
|          | Alfonso Robledo Leal             | LXII        | 1 de septiembre de 2012 - 30 de noviembre de 2015 | Partido Acción Nacional              |
|          | Simón Lomelí Cervantes           | LXII        | 1 de septiembre de 2012 - 30 de noviembre de 2015 | Partido Acción Nacional              |
|          | Daniel Torres Cantú              | LXIII       | 1 de septiembre de 2015 - 30 de noviembre de 2018 | Partido Revolucionario Institucional |
|          | Jesús Gilberto Rodríguez Garza   | LXIII       | 1 de septiembre de 2015 - 30 de noviembre de 2018 | Partido Revolucionario Institucional |
|          | Ernesto Alonso Vargas Contreras  | LXIV        | 1 de septiembre de 2018 - 31 de agosto de 2021    | Partido Encuentro Social             |
|          | María de Jesús Aguirre Maldonado | LXV         | 1 de septiembre de 2021 - en el cargo             | Partido Revolucionario Institucional |

## Resultados electorales de 2018

### Diputado federal
|  | 28.16 % |

|  | 21.02 % |

|  | 18.88 % |

|  | 12.80 % |

|  | 8.64 % |

|  | 3.98 % |

|  | 2.80 % |

|  | 0.95 % |

|  | 2.77 % |

|  | 100.0 % |

### Presidente de la República
|  | 38.70 % |

|  | 25.92 % |

|  | 19.08 % |

|  | 14.22 % |

|  | 2.09 % |

|  | 100.0 % |

### Senadores de la República
|  | 25.33 % |

|  | 23.97 % |

|  | 19.66 % |

|  | 15.80 % |

|  | 5.63 % |

|  | 3.61 % |

|  | 2.51 % |

|  | 0.76 % |

|  | 2.73 % |

|  | 100.0 % |